# سياسة المالديف
السياسة في جزر المالديف، وفقًا للتقارير، تتم في إطار جمهورية ديمقراطية تمثيلية رئاسية، حيث يكون الرئيس هو رئيس الحكومة. تمارس السلطة التنفيذية من قبل الحكومة. يرأس الرئيس السلطة التنفيذية ويعين مجلس الوزراء؛ مثل العديد من الديمقراطيات الرئاسية، يحتاج كل عضو في مجلس الوزراء إلى موافقة البرلمان. يتم انتخاب الرئيس، جنبًا إلى جنب مع اختيارهم لمنصب نائب الرئيس، مباشرة من قبل المقيمين لمدة خمس سنوات بالاقتراع السري. بمجرد توليهم المنصب، يمكن إعادة انتخابهم لولاية ثانية مدتها 5 سنوات، وهو الحد الذي يسمح به الدستور. الرئيس الحالي لجزر المالديف هو إبراهيم محمد صليح، الذي أدى اليمين الدستورية في 13 يوليو 2018 عندما خسر سلفه عبد الله يمين الانتخابات الرئاسية لعام 2018. اتبع يمين استقالة سلفه محمد نشيد القسرية في انقلاب قادته الشرطة. وبحسب ما ورد استقال نشيد قسراً لمنع تصعيد العنف، وتم وضعه في السجن، قبل إجباره على النفي، الذي عاد منه في النهاية.
يتألف مجلس جزر المالديف من مجلس واحد من 87 عضوا يعملون لمدة خمس سنوات. يعتمد العدد الإجمالي للأعضاء الذين يمثلون كل دائرة انتخابية على إجمالي عدد سكان تلك الدائرة. أجريت آخر انتخابات برلمانية في 6 أبريل 2019.
يُشتق النظام القانوني المالديفي أساسًا من الشريعة الإسلامية. توجد محكمة عليا بها 5 قضاة بمن فيهم رئيس القضاة. يتم تعيين رئيس القضاة من قبل الرئيس، بناء على توصية من مفوضية الخدمات القضائية. يتعين على البرلمان الموافقة على التعيين قبل أن يتولى منصبه. باستثناء المحكمة العليا، توجد أيضًا المحكمة العليا (فرعين) ومحكمة جنائية ومحكمة مدنية ومحكمة الأسرة ومحكمة الأحداث ومحكمة المخدرات والعديد من المحاكم الدنيا في كل أتول/جزيرة. النائب العام هو جزء من مجلس الوزراء ويحتاج أيضًا إلى موافقة البرلمان قبل توليه منصبه.
بموجب الدستور الجديد لعام 2008، تم نقل وظيفة الحكومة المحلية إلى مجلس مرجاني لإدارة كل جزيرة مرجانية ومجلس جزيرة لإدارة كل جزيرة مأهولة. يتم انتخاب أعضاء مجلس الجزيرة من قبل سكان كل جزيرة، ويتم انتخاب أعضاء مجلس الجزر المرجانية بدورهم من قبل أعضاء مجلس الجزيرة.

## التاريخ
وافق استفتاء عام 1968 على دستور يجعل جزر المالديف جمهورية ذات فروع حكومية تنفيذية وتشريعية وقضائية. تم تعديل الدستور في 1970 و1972 و1975 و1997 ومرة أخرى في عام 2008.
إبراهيم ناصر، رئيس الوزراء في ظل سلطنة ما قبل 1968 أصبح الرئيس واستلم المكتب من عام 1968 إلى 1978. وخلفه مأمون عبد القيوم الذي انتخب رئيساً في عام 1978 وأعيد انتخابه في الأعوام 1983 و1988 و1993 و1998 و2003. في نهاية رئاسته في عام 2008، كان الزعيم الأطول خدمة في آسيا.
منذ عام 2003، بعد وفاة السجين، نسيم، شهدت جزر المالديف عدة مظاهرات مناهضة للحكومة تطالب بإصلاحات سياسية، ومزيد من الحريات، ووضع حد للتعذيب والقمع. ونتيجة لهذه الأنشطة، سُمح للأحزاب السياسية في نهاية المطاف في يونيو 2005. الأحزاب الرئيسية المسجلة في جزر المالديف هي: الحزب الديمقراطي المالديفي (MDP) وحزب الشعب الديفهي (DRP) والحزب الديمقراطي الإسلامي (IDP) وحزب العدالة. وكان الحزب الأول الذي تم تسجيله هو الحزب الديمقراطي المالديفي برئاسة شخصيات معارضة شعبية مثل محمد نشيد (آني) ومحمد لطيف (جوجو). وكان التالي هو حزب الشعب الديفهي (DRP) برئاسة الرئيس آنذاك عبد القيوم.
تم التصديق على دستور جديد في أغسطس 2008، مما يمهد الطريق لأول انتخابات رئاسية متعددة الأحزاب في البلاد بعد شهرين.
سجلت جزر المالديف نتائج سيئة في بعض مؤشرات الحرية. اعتبر مؤشر «الحرية في العالم»، وهو مقياس للحقوق السياسية والحريات المدنية نشرته دار الحرية، أن جزر المالديف «ليست حرة» حتى 1 مايو 2009، عندما تم رفعها إلى «حرة جزئيًا». يصنف "مؤشر حرية الصحافة العالمي"، الذي نشرته مراسلون بلا حدود، جزر المالديف في المرتبة 98 من أصل 180 من حيث حرية الصحافة اعتبارًا من عام 2019.
في سبتمبر 2018، أجريت انتخابات رئاسية انتخب خلالها إبراهيم محمد صلح لمنصب رئيس الجمهورية بنسبة 58.38% من أصوات الجمهور. لقد وقف كعضو في المعارضة المشتركة لنظام عبد الله يمين، الذي أدين دوليا لإغلاقه حرية التعبير وانتهاك حقوق الإنسان.

## السلطة التنفيذية
مجلس وزراء جزر المالديف هو أعلى مستوى في السلطة التنفيذية لحكومة جزر المالديف. ويتكون من الرئيس ونائب الرئيس والنائب العام والوزراء.

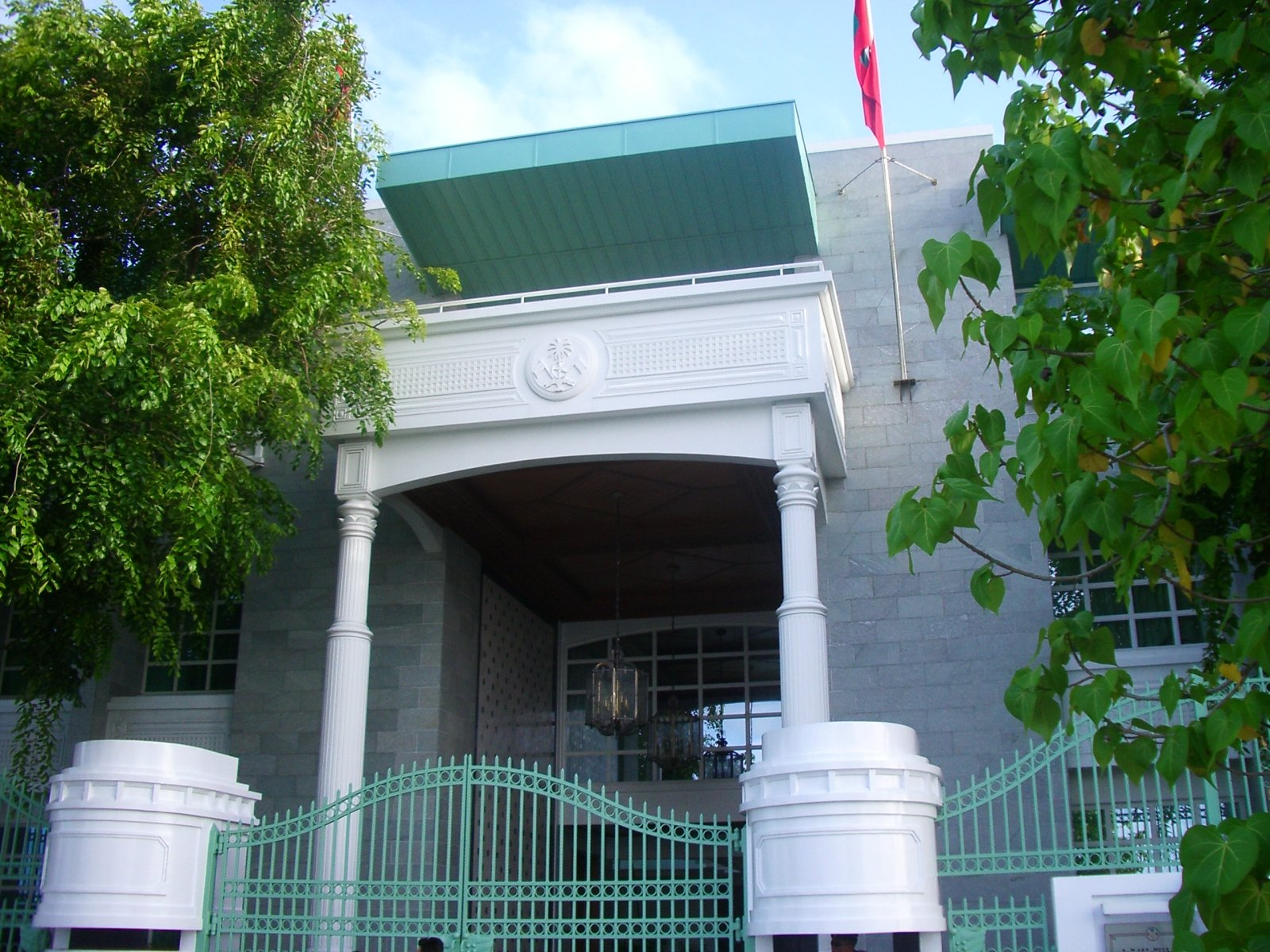
مكتب الرئيس، جزر المالديف

## السلطة التشريعية
يتكون مجلس جزر المالديف من 87 عضوًا ينتخبهم الشعب بموجب تصويت الفائز الأول.

## الأحزاب السياسية والانتخابات
على المستوى الوطني، تنتخب جزر المالديف رئيس الدولة (الرئيس) والمجلس التشريعي. يتم انتخاب الرئيس لولاية مدتها خمس سنوات من قبل الشعب منذ عام 2008. حتى عام 2005 (بعد الانتخابات)، لم تكن هناك أحزاب قانونية. وجاءت نتائج الانتخابات التشريعية الأخيرة التي أجريت في عام 2019 هي:
| الحزب                                                                              | الحزب                                 | الأصوات | %     | مقاعد | +/–  |
| ---------------------------------------------------------------------------------- | ------------------------------------- | ------- | ----- | ----- | ---- |
|                                                                                    | الحزب الديمقراطي المالديفي            | 96354   | 45.83 | 65    | +39  |
|                                                                                    | الحزب الجمهوري                        | 23452   | 11.15 | 5     | - 10 |
|                                                                                    | الحزب التقدمي في جزر المالديف         | 19176   | 9.12  | 5     | –28  |
|                                                                                    | المؤتمر الشعبي الوطني                 | 13,931  | 6.63  | 3     | جديد |
|                                                                                    | تحالف تنمية جزر المالديف              | 6636    | 3.16  | 2     | –3   |
|                                                                                    | حزب العدالة                           | 4,423   | 2.10  | 0     | -1   |
|                                                                                    | حزب العمل والحزب الاشتراكي الديمقراطي | 314     | 0.15  | 0     | جديد |
|                                                                                    | حزب الشعب الديفهي                     | 373     | 0.18  | 0     | 0    |
|                                                                                    | ديمقراطيو الطريق الثالث               | 293     | 0.14  | 0     | جديد |
|                                                                                    | المستقلون                             | 45301   | 21.55 | 7     | +2   |
| أصوات غير صالحة / فارغة                                                            | أصوات غير صالحة / فارغة               | 4800    | -     | -     | -    |
| المجموع                                                                            | المجموع                               | 215,053 | 100   | 87    | +2   |
| الناخبون المسجلون / الاقبال                                                        | الناخبون المسجلون / الاقبال           | 264442  | 81.32 | -     | -    |
| المصدر: لجنة الانتخابات في جزر المالديف (تم التحقق من 8619 من أصل 8631 ورقة نتائج) |                                       |         |       |       |      |

صوت البرلمان المالديفي بالإجماع على إنشاء نظام متعدد الأحزاب في 2 يونيو 2005. قبل يونيو 2005، كان النظام السياسي المالديفي قائمًا على انتخاب الأفراد، بدلاً من نظام الانتخابات الأكثر شيوعًا وفقًا لبرنامج الحزب. في يونيو 2005، كجزء من برنامج مستمر للإصلاح الديمقراطي، تم إصدار لوائح جديدة للأحزاب السياسية المعترف بها رسميًا في إطار النظام الانتخابي. كان الحزب الديمقراطي المالديفي نشطًا بالفعل. تم إنشاء أحزاب جديدة في غضون سنوات قليلة بعد ذلك، بما في ذلك حزب الشعب الديفهي، والحزب الجمهوري، وحزب العدالة.
في 8 أكتوبر 2008، أجرت البلاد أول انتخابات رئاسية متعددة الأحزاب على الإطلاق.
في انتخابات جزر المالديف البرلمانية لعام 2019، فاز الحزب الديمقراطي المالديفي (MDP) بـ 65 مقعدًا من 87 مقعدًا في البرلمان. كانت هذه هي المرة الأولى التي يتمكن فيها حزب واحد من الحصول على هذا العدد الكبير من المقاعد في البرلمان في تاريخ جزر المالديف.

## الفرع القضائي
يعتمد النظام القانوني على الشريعة الإسلامية مع إضافات من القانون العام الإنجليزي في المقام الأول في المسائل التجارية. لم تقبل جزر المالديف الولاية القضائية الإجبارية لمحكمة العدل الدولية.

## التقسيمات الإدارية
20 جزيرة مرجانية (آتول أو أتول المفرد والجمع آتولات): آتول ألف ألف، آتول دال، با اتول، آتول دالو، آتول فافو، غافو أليفو، غافو دالو، جنافياني، آتول ها ألف، آتول ها دال، آتول لامو، لافياني، كافو آتول، ميمو، نونو، آتول را، سينو، شافياني، تا، فافو، ومدينة إدارية واحدة (ماليه).

## مشاركة المنظمات الدولية
جزر المالديف عضو في العديد من المنظمات الدولية، بعضها يشمل:
مصرف التنمية الآسيوي، دول الكومنولث، اللجنة الاقتصادية والاجتماعية لآسيا والمحيط الهادئ، منظمة الأغذية والزراعة، مجموعة ال77، البنك الدولي للإنشاء والتعمير، منظمة الطيران المدني الدولي، المؤسسة الدولية للتنمية، الصندوق الدولي للتنمية الزراعية، مؤسسة التمويل الدولية، صندوق النقد الدولي، المنظمة البحرية الدولية، إنتلسات، الإنتربول، اللجنة الدولية الحكومية لعلوم المحيطات، البنك الإسلامي للتنمية، الاتحاد الدولي للاتصالات، حركة عدم الانحياز، منظمة التعاون الإسلامي، منظمة حظر الأسلحة الكيميائية، رابطة جنوب آسيا للتعاون الاقليمي، الأمم المتحدة، مؤتمر الأمم المتحدة للتجارة والتنمية، اليونسكو، منظمة الأمم المتحدة للتنمية الصناعية، الاتحاد البريدي العالمي منظمة الصحة العالمية، المنظمة العالمية للجمارك، المنظمة العالمية للملكية الفكرية، المنظمة العالمية للأرصاد الجوية، منظمة التجارة العالمية.

## وكالات حكومية
- وزارة الشئون الإسلامية

## روابط خارجية
- المجلس
- رئاسة
- تقارير منظمة العفو الدولية حول جزر المالديف
- حرية التعبير في جزر المالديف - IFEX
- طلاب كلية الحقوق في بنسلفانيا يساعدون في صياغة قانون جنائي لجزر المالديف، من موقع جامعة بنسلفانيا
- جزر المالديف تعقد اجتماعًا لمجلس الوزراء تحت الماء لتسليط الضوء على خطر الاحتباس الحراري - تقرير بالفيديو من منظمة الديمقراطية الآن!